# لوک سامرفیلد
لوک سامرفیلد (انگلیسی: Luke Summerfield؛ زادهٔ ۶ دسامبر ۱۹۸۷) بازیکن فوتبال اهل بریتانیا است.
از باشگاه‌هایی که در آن بازی کرده است می‌توان به باشگاه فوتبال مکلسفیلد تاون، باشگاه فوتبال گریمزبی تاون، باشگاه فوتبال ای‌اف‌سی بورنموث، باشگاه فوتبال یورک سیتی، باشگاه فوتبال شروزبری تاون، باشگاه فوتبال چلتنهام تاون، باشگاه فوتبال لیتون اورینت، باشگاه فوتبال پلیموث آرگیل، و باشگاه فوتبال ورکسام اشاره کرد.